# Бредлі (округ, Арканзас)
Шаблон:StateAbbr_ 33°29′39″ пн. ш. 92°08′42″ зх. д. / 33.494166666667° пн. ш. 92.145° зх. д.
Округ Бредлі (англ. Bradley County) — округ (графство) у штаті Арканзас. Ідентифікатор округу 05011.

## Історія
Округ утворений 1840 року.

## Демографія
За даними перепису
2000 року
загальне населення округу становило 12600 осіб, зокрема міського населення було 6055, а сільського — 6545.
Серед мешканців округу чоловіків було 6228, а жінок — 6372. В окрузі було 4834 домогосподарства, 3389 родин, які мешкали в 5930 будинках.
Середній розмір родини становив 2,96.
Віковий розподіл населення поданий у таблиці:
| Стать    | До 15 років | 15-21 | 22-29 | 30-39 | 40-49 | 50-65 | 65-85 | Понад 85 |
| -------- | ----------- | ----- | ----- | ----- | ----- | ----- | ----- | -------- |
| Чоловіки | 1218        | 668   | 784   | 790   | 895   | 1007  | 763   | 103      |
| Жінки    | 1204        | 563   | 578   | 837   | 815   | 1039  | 1106  | 230      |

## Суміжні округи
- Клівленд — північ
- Дру — схід
- Ешлі — південний схід
- Юніон — південний захід
- Калгун — захід

## Виноски
1. ↑  U.S. Decennial Census. United States Census Bureau. Архів оригіналу за 26 лютого 2013. Процитовано 25 серпня 2015.
2. ↑  Historical Census Browser. University of Virginia Library. Архів оригіналу за 11 серпня 2012. Процитовано 25 серпня 2015.
3. ↑  Forstall, Richard L., ред. (27 березня 1995). Population of Counties by Decennial Census: 1900 to 1990. United States Census Bureau. Архів оригіналу за 24 вересня 2015. Процитовано 25 серпня 2015.
4. ↑  Census 2000 PHC-T-4. Ranking Tables for Counties: 1990 and 2000 (PDF). United States Census Bureau. 2 квітня 2001. Архів оригіналу (PDF) за 18 грудня 2014. Процитовано 25 серпня 2015.
5. ↑  State & County QuickFacts. United States Census Bureau. Архів оригіналу за 13 грудня 2015. Процитовано 19 травня 2014. [Архівовано 2011-06-07 у Wayback Machine.](англ.) Наведено за англійською вікіпедією.
6. ↑  American FactFinder. Бюро перепису населення США. Архів оригіналу за 26 лютого 2012. Процитовано 31 січня 2008. [Архівовано 2008-05-21 у Wayback Machine.]

| США | Це незавершена стаття з географії США. Ви можете допомогти проєкту, виправивши або дописавши її. |